# پرچم شهرستان سامرست
پرچم شهرستان سامرست در ۳ فوریه ۲۰۱۴ پذیرفته شد.این پرچم دارای زمینه زرد و نشان اژدها در وسط است.